# カシム・マジャリワ
カシム・マジャリワ・マジャリワ（英: Kassim Majaliwa Majaliwa、1960年12月22日 - ）は、タンザニアの政治家、現首相。タンザニア革命党（CCM）所属。国民議会議員（2010-）。
1960年12月22日、リンディ州ルアンワ地区のムナチョ村でイスラム教徒の家庭に生まれた。マジャリワは1983年にキゴンセラ中等学校を修了後、1999年まで16年間教師として働いた。1993年にムツワラ教員養成大学で教育卒業証書を取得し、1998年にダルエスサラーム大学で教育学士号を取得した。その後、マジャリワは労働組合運動に参加し、1999年から2006年までタンザニア教師協会の地区秘書と地域秘書に就任。彼は2006年から2010年にウランボ地区の地区コミッショナーを務める。
2010年の総選挙で国民議会議員に初当選。マジャリワは2010年から2015年まで、首相の地域行政・地方政府事務所の国務副大臣を務めた。2015年の総選挙で、マジャリワはルアンワから再選され、市民統一戦線のオマリ・マコタを31,281票対25,536票差で破り、55%の票を獲得した。
ジョン・マグフリが2015年の総選挙でタンザニア大統領に就任した後、2015年11月19日にマジャリワを首相に任命した。マジャリワが比較的新参者であったことを考えると、マグフリからの首相任命は突然だったとされる。首相候補者はマジャリワの出身地である国の南部出身であると予想されていた。教師、労働組合員、副大臣としての教育におけるマジャリワの経験もマグフリ大統領の後継者になると推測されていた。野党は、マジャリワの政治経験不足を理由に、マグフリの首相任命を批判した。
マグフリの死後も首相職に留まり、2022年の故安倍晋三国葬儀に参列するために来日。来日時に葬儀委員長であった岸田文雄内閣総理大臣と両国の関係強化についての会談を行った。